# Charles Bilot
Charles Bilot (Parigi, 11 marzo 1883 – Parigi, 17 settembre 1912) è stato un calciatore francese, di ruolo difensore.

## Palmarès

### Club

#### Competizioni nazionali
- Trophée de France: 1

CA Paris: 1911